# Cónsul (servicio exterior)

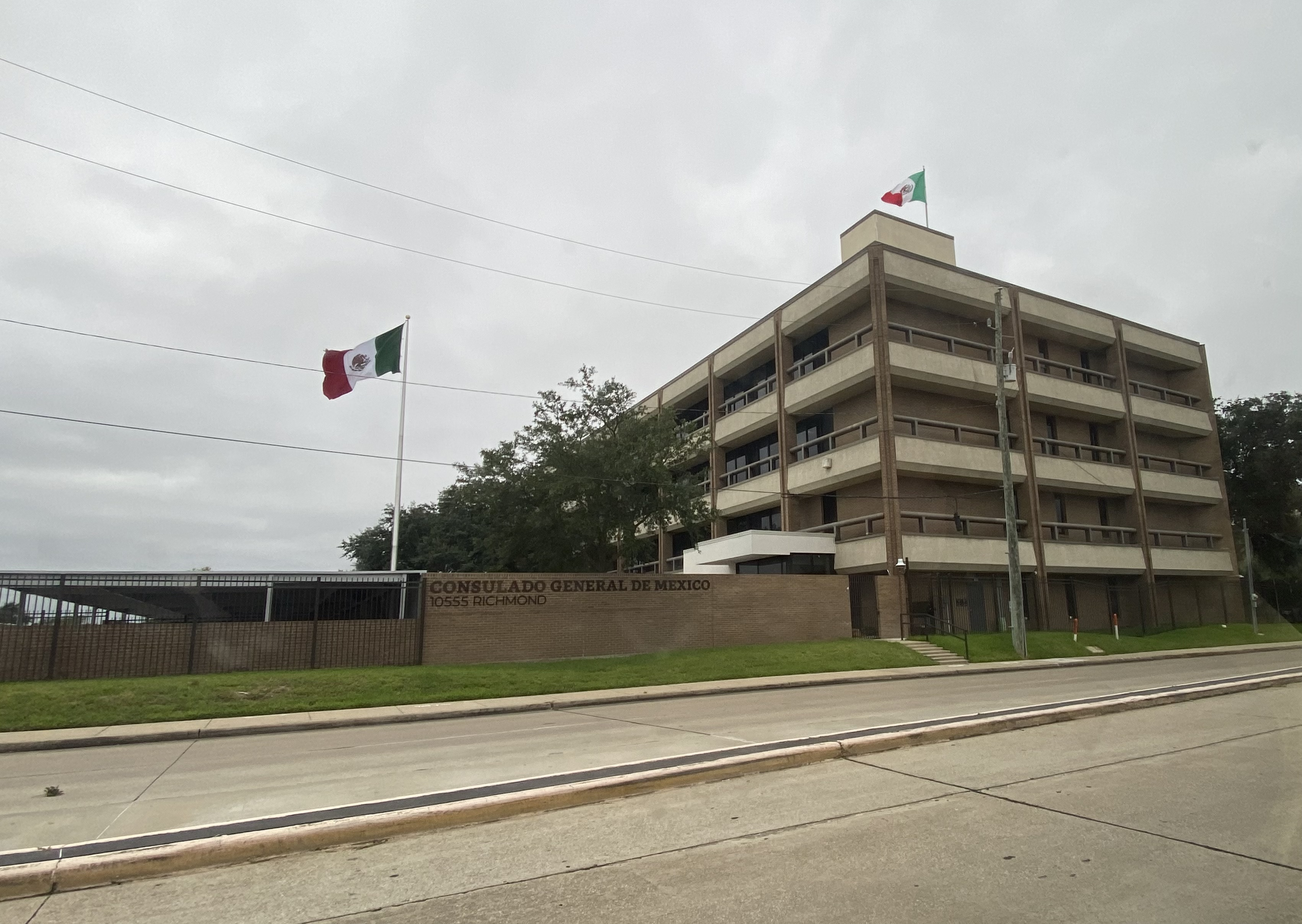
Consulado General de México en Houston, Estados Unidos.

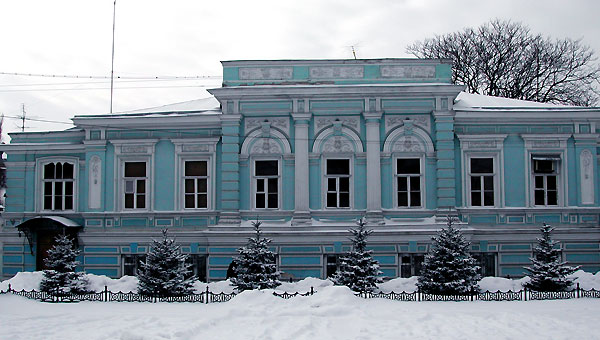
Antiguo consulado de España en Taganrog, Rusia.

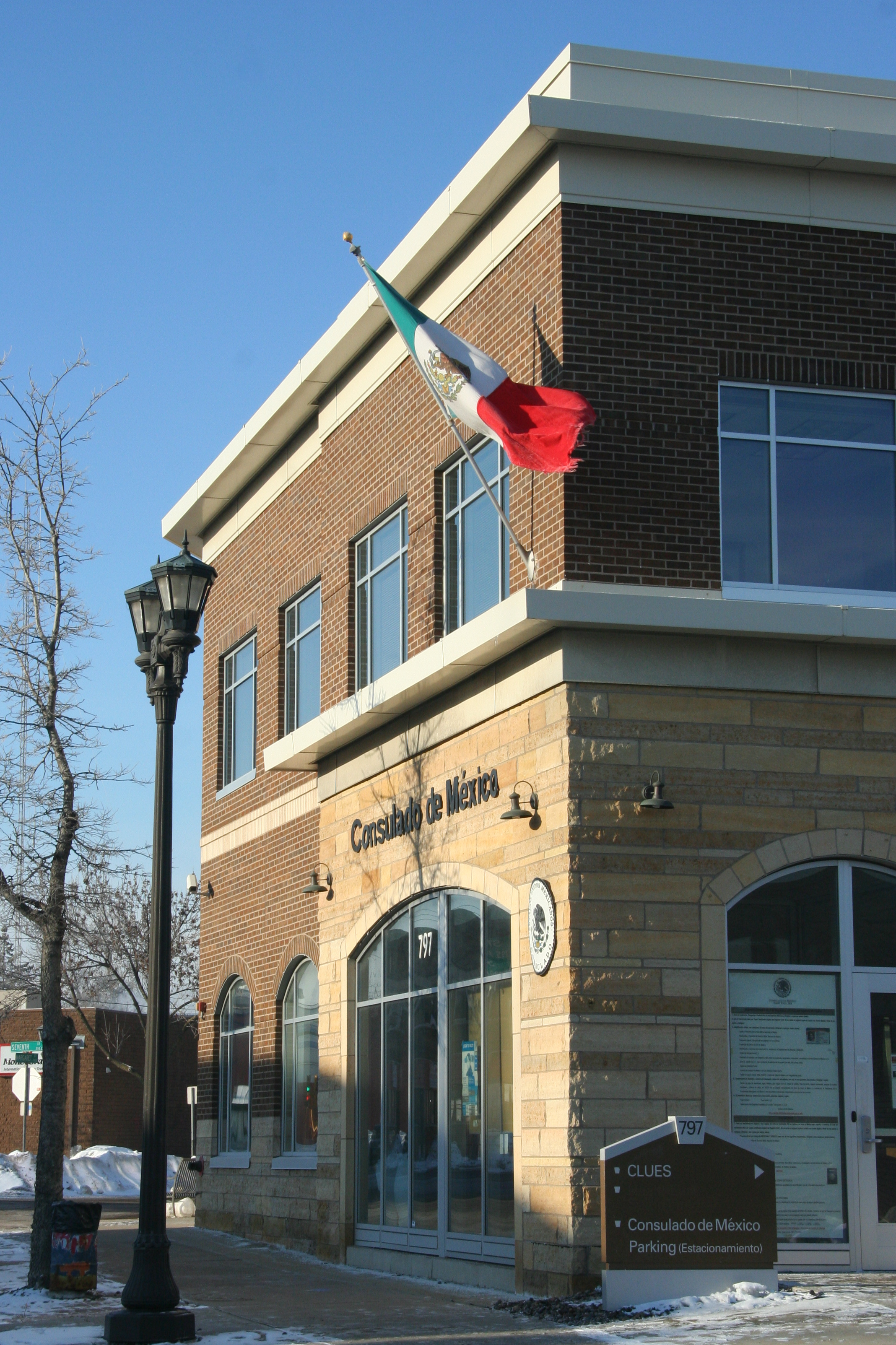
Consulado General de México en Minnesota.

Un cónsul (en femenino, consulesa) es un funcionario o el titular de una oficina consular por parte del Estado que defiende a las personas y los intereses de las personas de su país en el extranjero.
Es un funcionario del servicio exterior de un país, de carácter no político, da información y propaganda administrada, aduanas, notarial y registro político.
Es el Ministerio de Exteriores, de Relaciones Exteriores o de Asuntos Exteriores quien le encarga al cónsul la tarea de asistir a los ciudadanos del país de origen en ciertas tareas, como la tramitación de los documentos que necesite para diversos fines, orientarlo para su defensa, en caso de necesitarlo, legalización de documentos oficiales (cuando existe esa posibilidad), poderes, fes de vida, certificados acreditativos de nacionalidad, otorgamiento y renovación de pasaportes, tramitación de documentos de identidad nacionales de su país, promoción económica, cultural y turística, etc.

## Historia
La palabra cónsul ha tenido diferentes acepciones. En la antigua Roma se titulaba cónsul al primer magistrado. En la Edad Media a un echevin (regidor) oficial de policía o de justicia municipal. Después se aplicó a los jueces del tribunal de comercio. Más tarde perteneció a la jurisdicción mercantil de Italia y fue aplicada a los agentes establecidos por un soberano en las ciudades y puertos de comercio en países extranjeros con la misión de velar por el sostén de los privilegios de la nación y terminar las controversias entre los comerciantes.[cita requerida]
La institución parece tener origen en la necesidad que durante las Cruzadas experimentaron los italianos de nombrar jueces protectores que residiesen en países extranjeros con el objeto de defender su comercio, particularmente en las regiones asiáticas. A ejemplo de estos, según dice Pando en su Tratado de Derecho internacional, algunos Estados de Europa empezaron, desde el siglo XIII, a hacerse conceder el derecho de enviar cónsules, y las naciones más civilizadas comenzaron también a emplear esta especie de agentes en sus relaciones recíprocas a fines del siglo XV o principios del XVI, aunque, según el distinguido escritor Martens, hay ejemplos de cónsules nombrados y enviados por las potencias de Europa por los años 1256, 1264, 1268, 1278, 1291.
El sabio publicista romano Nicolao opina que los cónsules fueron creados en el siglo XII (año de 1189) por los griegos, aunque con diferente nombre, puesto que los tres primeros que enviaron a las otras naciones llevaban el título de jueces del comercio y sus facultades a este respecto eran ilimitadas.[cita requerida]
Pese a que los genoveses, pisanos y venecianos principiaron desde el siglo XIII a hacerse conceder el derecho de enviar cónsules, semejante costumbre no se generalizó hasta el siglo XVI y, sobre todo, después del reinado de Luis XIV. Aquellos Estados de Italia, que desde los primeros sucesos de la Cruzada abrieron a su comercio las puertas de Oriente, reconocieron la necesidad de establecer jueces para la defensa de su comercio, con tanto más motivo cuanto que, muy en breve, se hicieron dueños de una parte del Peloponeso y de las más fértiles islas del Archipiélago. En efecto, muchos ramos del comercio, concentrados hasta entonces en Asia, rompieron sus viejos límites; los tesoros de la India no se detuvieron más en Constantinopla, sino que se esparcieron por las principales ciudades del Mediodía de Europa y he aquí la primitiva causa del establecimiento de los cónsules.[cita requerida]
Casi en la misma época, los negocios crecían y se multiplicaban a medida que las relaciones entre los pueblos eran más frecuentes, y esto originó el que se crearan en muchos países jueces conservadores que los comerciantes extranjeros tenían el derecho de nombrar para decidir sus controversias y vigilar el sostenimiento de los derechos que les pertenecían.[cita requerida]
Ricardo III de Inglaterra confirió por el año de 1486 el empleo de cónsul a Lorenzo Strozzi para residir en Italia, y particularmente en Pisa y sus dependencias, y Anderson asegura que este fue el primer cónsul inglés establecido en país extranjero. En 1522 Enrique VIII nombró a un comerciante llamado Consir de Baltasarú en calidad de cónsul en Candia.[cita requerida]
Los Aldermann que las Ciudades Hanseáticas mandaron a algunas otras desempeñaban igualmente las funciones de cónsules. Más tarde, y cuando en algunas ciudades mercantiles se concedía a los comerciantes ingleses el constituirse en corporación, el jefe de este cuerpo, Cour Master, ejercía una especie de jurisdicción consular sobre los súbditos de su nación pertenecientes a aquella corporación.[cita requerida]
En un principio, las misiones de los cónsules se reducían a velar por los intereses del comercio nacional y hacer juzgar según las leyes de su país y por jueces de su nación, nombrados por ellos al efecto, todas las cuestiones suscitadas entre sus nacionales y entre aquellos que gozaban de su protección. Pero, al paso que los gobiernos fueron conociendo la importancia del establecimiento de los cónsules; al paso que se poblaron las regiones del Nuevo Mundo y que las luces fueron difundiéndose en las diferentes partes del globo, impeliendo al comercio a adquirir un desarrollo maravilloso, aquella importancia aumentó de grado.

## Funciones
En la actualidad, el ejercicio del cargo de Cónsul (con sus diferentes categorías) se rige por la Convención de Viena sobre Relaciones Consulares, de 1963.
Algunas de sus funciones tienen carácter notarial o de fe pública, y su firma equivale también a la de un notario, pudiendo cumplir incluso las funciones de un traductor jurado (también llamado traductor certificado o perito traductor). Expide y renueva pasaportes. Asiste y orienta a las personas de otro país en situación de emergencia. Cuida de los compatriotas detenidos o encarcelados y vigila la legitimidad de sus procedimientos judiciales. Expide documentos varios a ciudadanos extranjeros que desean visitar el país al que representa. Realiza el registro de nacimientos, matrimonios y defunciones.

## Cargos y categorías
Según al artículo 9.1 del Convenio de Viena sobre Relaciones Consulares, los jefes de oficina consular ostentarán alguna de las siguientes cuatro categorías:[cita requerida]
- Cónsules generales
- Cónsules
- Vicecónsules
- Agentes consulares

## Deberes y tareas
De acuerdo con el artículo quinto de la Convención de Viena sobre Relaciones Consulares, las funciones consulares son:
a) proteger en el Estado receptor los intereses del Estado que envía y de sus nacionales, sean personas naturales o jurídicas, dentro de los límites permitidos por el derecho internacional;
b) fomentar el desarrollo de las relaciones comerciales, económicas, culturales y científicas entre el Estado que envía y el Estado receptor, y promover además las relaciones amistosas entre los mismos, de conformidad con las disposiciones de la presente Convención;
c) informarse por todos los medios lícitos de las condiciones y de la evolución de la vida comercial, económica, cultural y científica del Estado receptor, informar al respecto al gobierno del Estado que envía y proporcionar datos a las personas interesadas;
d) extender pasaportes y documentos de viaje a los nacionales del Estado que envía, y visados o documentos adecuados a las personas las que deseen viajar a dicho Estado;
e) prestar ayuda y asistencia a los nacionales del Estado que envía, sean personas naturales o jurídicas;
f) actuar en calidad de notario, en la de funcionario de registro civil y en funciones similares y ejercitar otras de carácter administrativo, siempre que no se opongan las leyes y reglamentos del Estado receptor;
g) velar, de acuerdo con las leyes y reglamentos del Estado receptor, por los intereses de los nacionales del Estado que envía, sean personas naturales o jurídicas, en los casos de sucesión por causa de muerte que se produzcan en el territorio del Estado receptor;
h) velar, dentro de los límites que impongan las leyes y reglamentos del Estado receptor, por los intereses de los menores y de otras personas que carezcan de capacidad plena y que sean nacionales del Estado que envía, en particular cuando se requiera instituir para ellos una tutela o una curatela;
i) representar a los nacionales del Estado que envía o tomar las medidas convenientes para su representación ante los tribunales y otras autoridades del Estado receptor, de conformidad con la práctica y los procedimientos en vigor en este último, a fin de lograr que, de acuerdo con las leyes y reglamentos del mismo, se adopten las medidas provisionales de preservación de los derechos e intereses de esos nacionales, cuando, por estar ausentes o por cualquier otra causa, no puedan defenderlos oportunamente;
j) comunicar decisiones judiciales y extrajudiciales y diligenciar comisiones rogatorias de conformidad con los acuerdos internacional es en vigor y, a falta de los mismos, de manera que sea compatible con las leyes y reglamentos del Estado receptor;
k) ejercer, de conformidad con las leyes y reglamentos del Estado que envía, los derechos de control o inspección de los buques que tengan la nacionalidad de dicho Estado, y de las aeronaves matriculadas en el mismo y, también, de sus tripulaciones;
l) prestar ayuda a los buques y aeronaves a que se refiere el apartado k) de este artículo y, también, a sus tripulaciones; recibir declaración sobre el viaje de esos buques, examinar y refrendar los documentos de a bordo y, sin perjuicio de las facultades de las autoridades del Estado receptor, efectuar encuestas sobre los incidentes ocurridos en la travesía y resolver los litigios de todo orden que se planteen entre el capitán, los oficiales y los marineros, siempre que lo autoricen las leyes y reglamentos del Estado que envía;
m) ejercer las demás funciones confiadas por el Estado que envía a la oficina consular que no estén prohibidas por las leyes y reglamentos del Estado receptor o a las que este no se oponga, o las que le sean atribuidas por los acuerdos internacionales en vigor entre el Estado que envía y el receptor.

## Misión consular
Cuando en una misión consular existe más de un cónsul, después del Jefe de Misión Consular, los otros cónsules son adscritos o adjuntos. Cuando existen varios consulados acreditados en un país, uno de ellos ejerce la jefatura de servicios y todos los otros consulados deben rendirle cuentas mensualmente.[cita requerida]

## Cónsul honorario
También existe el cargo de cónsul honorario, que generalmente se le otorga a un ciudadano del país que va a representar o del país en el que vive. Ambas figuras están reguladas en el Convenio de Viena sobre Relaciones Consulares de 24 de abril de 1963.[cita requerida]

## En el extranjero
En España los Agentes Consulares Honorarios en el extranjero se regulan a través del Real Decreto 1390/2007.